# Shefford
Shefford – miasto i civil parish w Anglii, w hrabstwie ceremonialnym Bedfordshire, w dystrykcie (unitary authority) Central Bedfordshire. Leży 14 km na południowy wschód od centrum miasta Bedford i 61 km na północ od centrum Londynu. W 2011 roku civil parish liczyła 5 881 mieszkańców.